# حیات وحش ماداگاسکار

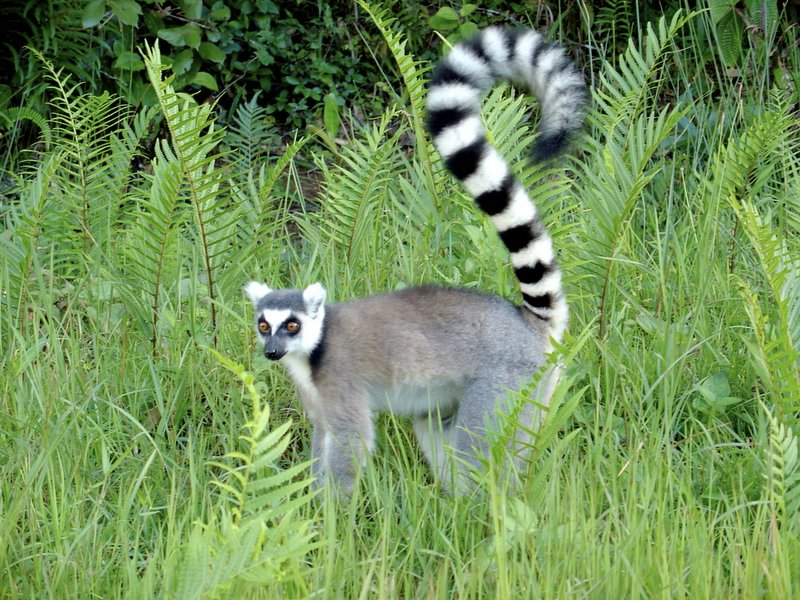
یک لمور دم‌حلقه‌ای که در میان گونه‌های متعدد لمور ماداگاسکار از همه متداول‌تر است.

اجزای تشکیل‌دهنده حیات وحش ماداگاسکار نشان‌دهنده این حقیقت هستند که این جزیره حدود ۸۸ میلیون سال در انزوا بوده‌است. از هم گسیختن ابرقاره گوندوانا خشکسار ماداگاسکار-جنوبگان-هند را از آفریقا-آمریکای جنوبی حدود ۱۳۵ میلیون سال پیش جدا کرد. ماداگاسکار بعدتر حدود ۸۸ میلیون سال پیش از هند جدا شد و به گیاهان و جانوران توی جزیره اجازه تکامل در انزوایی نسبی داد.
در نتیجه انزوای طولانی جزیره از قاره‌های همسایه، ماداگاسکار جایگاه جانوران و گیاهان فراوانی است که هیچ جای دیگر روی زمین یافت نمی‌شوند. تقریباً نود درصد تمام گونه‌های گیاهی و جانوری یافت‌شده در ماداگاسکار بوم‌زاد هستند؛ از جمله لمور، فوسای گوشتخوار و بسیاری پرندگان. این بوم‌شناسی متمایز باعث شده برخی بوم‌شناسان از ماداگاسکار با عنوان «قاره هشتم» یاد کنند و این جزیره توسط سازمان بین‌المللی حفاظت یک کانون تنوع زیستی دسته‌بندی شده‌است. همچنین به تازگی و در سال ۲۰۲۱ «کوچکترین خزنده روی زمین» یعنی آفتاب‌پرست نانو در ماداگاسکار یافت شد.